# Maya Sar
MayaSar (Ма́я Сарихо́джич; босн. Maja Sarihodžić) — боснійська співачка та піаністка, автор текстів пісень і композитор.
Виконавиця представляла Боснію і Герцеговину на пісенному конкурсі Євробачення 2012 в Баку з піснею «Korake Ti Znam». За результатами другого півфіналу, який відбувся 24 травня, композиція пройшла до фіналу. У фіналі співачка посіла вісімнадцяте місце.